# PyBlosxom
PyBlosxomはPythonで記述されたオープンソースのブログ用ソフトウェアである。Perlで記述されたシンプルなプログラムである、blosxomのPython的な実装である。

## 特徴
基本的な使いかた、フレーバーやプラグインのシステムなどの考えかたはオリジナルの blosxomと同様である。PyBlosxom は、Pythonで記述されているため、以下の特徴を持つ。
- 機能をモジュール単位に分割してあるため、blosxom のような単一ファイルのプログラムではない。
- プラグインに互換性はない。
- WSGIに準拠したプログラムである。mod pythonで動作させることができる。
- setup.py を用いたインストール。

フレーバーは共通のものが使用できるが、管理方法に多少の違いがある。機能を拡張するプラグインもいろいろと配布されている。Python のツールであることから、reStructuredText (reST)や、Moinmoinの記法で記事を投稿できるプラグインなどもある。